# Sân bay George Best Belfast City
Sân bay George Best Belfast City (IATA: BHD, ICAO: EGAC) là một sân bay có một đường băng tại Belfast, County Down, Bắc Ireland. Nằm liền kề với cảng Belfast, cự ly 3 mi (5 km) từ trung tâm Belfast City. Nó chia sẻ mặt bằng với các cơ sở sản xuất máy bay Short Brothers / Bombardier. Sân bay bắt đầu hoạt động thương mại vào năm 1983.
Sân bay này trước đây được gọi là sân bay Belfast City" cho đến khi nó được đổi tên vào năm 2006 để tưởng nhớ George Best, cầu thủ bóng đá chuyên nghiệp từ Belfast. Sân bay đã phục vụ hơn 2,7 triệu lượt hành khách trong năm 2010, mức kỷ lục của sân bay này, mặc dù tổng số lượt khách năm 2013 là khoảng 2,5 triệu lượt.
Sân bay này là một cơ sở quan trọng cho Flybe, bắt đầu hoạt động tại sân bay vào năm 1993 và hiện là nhà khai thác lớn nhất tại thành phố Belfast. Sân bay này có một giấy phép sử dụng sân bay CAA (số P862) cho phép các chuyến bay vận chuyển hành khách công cộng hay công tác hướng dẫn bay. Dịch vụ mặt đất được cung cấp bởi Swissport và Menzies Aviation. Năm 2013 Aer Lingus mở một căn cứ tại sân bay chuyển hoạt động từ sân bay quốc tế Belfast.

## Thống kê
| Hạng | Sân bay         | Hành khách 2013 | Hành khách 2012 | % Thay đổi 2012 / 13 |
| ---- | --------------- | --------------- | --------------- | -------------------- |
| 1    | London Heathrow | 671 941         | 499 215         | 35                   |
| 2    | London Gatwick  | 406 464         | 280 503         | 45                   |
| 3    | Manchester      | 280 173         | 279 917         | 1                    |
| 4    | Birmingham      | 267 168         | 308 289         | 13                   |
| 5    | Leeds           | 130 904         | 100 108         | 31                   |
| 6    | Edinburgh       | 128 092         | 124 252         | 3                    |
| 7    | East Midlands   | 125 883         | 164 576         | 24                   |
| 8    | Glasgow         | 119 280         | 100 003         | 19                   |
| 9    | Southampton     | 85 603          | 84 573          | 1                    |
| 10   | Newcastle       | 41 700          | 39 118          | 7                    |

| Hạng | Sân bay    | Hành khách 2013 | Hành khách 2012 | % Thay đổi 2012 / 13 |
| ---- | ---------- | --------------- | --------------- | -------------------- |
| 1    | Faro       | 60 966          | 4 194           | 1354                 |
| 2    | Malaga     | 53 601          | 7 091           | 656                  |
| 3    | Paris      | 19 837          | 21 021          | 6                    |
| 4    | Palma      | 13 596          | 3 636           | 274                  |
| 5    | Verona     | 7 000           | 6 421           | 9                    |
| 6    | Salzburg   | 2 787           | 4 190           | 33                   |
| 7    | Toulouse   | 351             | 0               | ∞                    |
| 8    | Trondheim  | 120             | 113             | 6                    |
| 9    | Luxembourg | 52              | 0               | ∞                    |
| 10   | Maastricht | 50              | 0               | ∞                    |